# Australien i olympiska vinterspelen 1994
Australien deltog med 25 deltagare vid de olympiska vinterspelen 1994 i Lillehammer. Totalt vann de en bronsmedalj.

## Medaljer

### Brons
- Steven Bradbury, Kieran Hansen, Andrew Murtha och Richard Nizielski - Short track, stafett 5 000 m.